# Bénédicte Philippon
Pour les articles homonymes, voir Philippon.
Bénédicte Philippon est une comédienne, humoriste, écrivain et scénariste belge née le 5 mars 1985 à Schaerbeek en région bruxelloise.

## Biographie
En 2007, Bénédicte Philippon obtient une licence en Art Dramatique au Conservatoire Royal de Bruxelles. Un an auparavant, elle avait fait ses débuts au cinéma dans un petit rôle tenu dans le film réalisé par Eric-Emmanuel Schmitt Odette Toulemonde dont le rôle-titre était interprété par Catherine Frot.
Elle rejoint en 2009 l’équipe d’humoristes déjantés de L’Agence Tous Rires où elle participe à l'écriture des sketches.
Elle mène en parallèle une carrière de comédienne au théâtre dans plus d'une vingtaine de pièces dont Sylvia en 2010 où elle interprète le rôle principal sous les traits d'un petit caniche, au cinéma (courts et longs métrages), à la télévision (Ennemi public, saison 2) ou lors de capsules humoristiques (Anton et Béné refont le monde).
Elle signe aussi plusieurs scénarios, principalement pour des courts métrages, et est l'auteur de pièces de théâtre (comédies ou spectacles), de recueils de poèmes, de nouvelles, d'histoires fantastiques et de contes pour enfants.
En 2012, elle écrit et interprète son premier one-woman show : C’est par où la sortie ?. En 2013, elle participe à l’émission On n'demande qu'à en rire sur France 2 où elle effectue quatre passages. Cette même année, elle écrit et réalise le court métrage de 15 minutes : Homo Sapiens et intègre la compagnie du Magic Land Théâtre dirigée par Patrick Chaboud.
Du 1er octobre 2015 à octobre 2019, elle a fait partie intégrante de l’émission d’humour de La Deux Le Grand Cactus présentée par Adrien Devyver et Jérôme de Warzée. Elle y a côtoyé d’autres humoristes belges comme Kody, Martin Charlier, James Deano, Fabian Le Castel ou Freddy Tougaux. Elle y jouait principalement le rôle de Clitorine, jeune femme loucheuse du Béwé, aux côtés de Sarah Grosjean dans la séquence Les Poufs mais était aussi l'invitée interviewée en plateau par Jérôme de Warzée sous les traits de personnalités aussi diverses que Laurette Onkelinx, Brigitte Macron, Catherine Deneuve, Jane Birkin, Pénélope Fillon, une chanteuse du groupe ABBA, une productrice de fromage de Herve ou une soldate nord-coréenne. Elle a quitté l'émission en raison de divergences avec Jérôme de Warzée.

## Filmographie

### Cinéma

#### Longs métrages
- 2006 : Odette Toulemonde, réalisé par Eric-Emmanuel Schmitt,
- 2010 : Nuit Blanche, réalisé par Frédéric Jardin,
- 2012 : Et les corps tombaient, réalisé par Rodrigue De Hults,
- 2014 : Je suis mort mais j’ai des amis réalisé par Stéphane et Guillaume Malandrin,
- 2015 : Le fantôme de Canterville, réalisé par Yann Samuell,
- 2017 : L’école est finie, réalisé par Anne Depétrini, : Femme car scolaire
- 2018 : Marguerite, réalisé par Mik Collignon,
- 2018 : Music Hole, réalisé par Gaetan Liekens et David Mutzenmacher.

### Télévision
- 2020 : Vivre Avec

Rôle principal : 6 épisodes